# Prusinowice (województwo opolskie)
Prusinowice (niem. Waltdorf) – wieś w Polsce położona w województwie opolskim, w powiecie nyskim, w gminie Pakosławice.
W latach 1975–1998 miejscowość położona była w województwie opolskim.

## Zabytki
Do wojewódzkiego rejestru zabytków wpisany jest:
- kościół par. pw. św. Michała Archanioła, z XIV w., 1885 r.